# Тьер (округ)

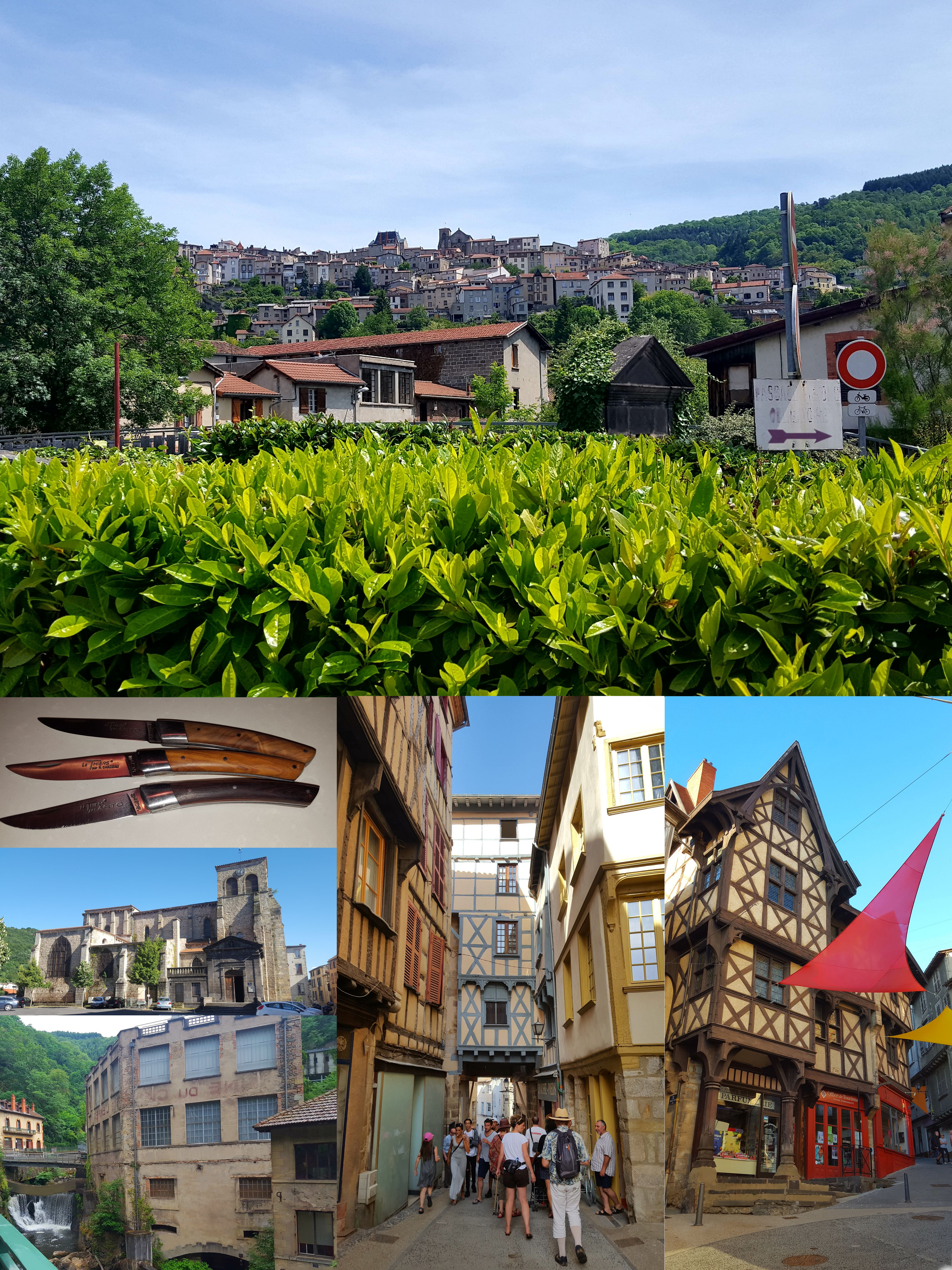

Тьер (фр. Thiers) — округ (фр. Arrondissement) во Франции, один из округов в регионе Овернь. Департамент округа — Пюи-де-Дом. Супрефектура — Тьер.
Население округа на 2006 год составляло 56 671 человек. Плотность населения составляет 65 чел./км². Площадь округа составляет всего 866 км².